# Segunda Categoría de Carchi 2020
El Campeonato Provincial de Segunda Categoría de Carchi 2020 fue un torneo de fútbol en Ecuador en el cual compitieron equipos de la Provincia de Carchi. El torneo fue organizado por la Asociación de Fútbol Profesional del Carchi (AFC) y avalado por la Federación Ecuatoriana de Fútbol. El torneo empezó el 23 de septiembre de 2020 y finalizó el 17 de octubre de 2020. Participaron 3 clubes de fútbol y se entregó un cupo a los play-offs zonales de la Segunda Categoría 2020 por el ascenso a la Serie B, además el campeón provincial clasificó a la primera fase de la Copa Ecuador 2021. Por efectos de la pandemia de coronavirus en Ecuador el número de equipos participantes se redujo al igual que las fechas de disputa del torneo se modificaron.

## Sistema de campeonato
El sistema determinado por la Asociación de Fútbol Profesional del Carchi fue el siguiente: 
- Primera fase: Se jugó con los tres equipos establecidos, jugaron todos contra todos ida y vuelta (6 fechas), al final los equipos que terminaron en primer y segundo lugar avanzaron a la siguiente fase.
- Final: La disputaron los dos equipos clasificados de la primera fase, es a partido único y el ganador se coronó como campeón provincial y clasificó a los play-offs de Segunda Categoría 2020, además de clasificar a la primera fase de la Copa Ecuador 2021.

## Equipos participantes
| Equipos participantes     | Equipos participantes | Equipos participantes                                       | Equipos participantes | Equipos participantes | Equipos participantes |
| ------------------------- | --------------------- | ----------------------------------------------------------- | --------------------- | --------------------- | --------------------- |
|                           |                       |                                                             |                       |                       |                       |
| Equipo                    | Ciudad                | Estadio                                                     |                       |                       |                       |
| Club Deportivo Dunamis 04 | Tulcán                | Estadio Olímpico de Tulcán                                  |                       |                       |                       |
| Carchi 04 Fútbol Club     | Tulcán                | Estadio Olímpico de Tulcán                                  |                       |                       |                       |
| Club Atlético Huaca       | San Pedro de Huaca    | Estadio de la Liga Deportiva Cantonal de San Pedro de Huaca |                       |                       |                       |

## Equipos por cantón
| Cantón             | N.º | Equipos                     |
| ------------------ | --- | --------------------------- |
| Tulcán             | 2   | - Dunamis - Carchi 04 F. C. |
| San Pedro de Huaca | 1   | - Atlético Huaca            |

## Primera fase

### Clasificación
| Pos. | Equipo          | Pts. | PJ | G | E | P | GF | GC | Dif. | Clasificación |
| ---- | --------------- | ---- | -- | - | - | - | -- | -- | ---- | ------------- |
| 1    | Atlético Huaca  | 8    | 4  | 2 | 2 | 0 | 11 | 4  | +7   | Final         |
| 2    | Dunamis         | 5    | 4  | 1 | 2 | 1 | 9  | 8  | +1   | Final         |
| 3    | Carchi 04 F. C. | 2    | 4  | 0 | 2 | 2 | 4  | 12 | −8   |               |

 Fuente: FEF
Criterios de clasificación: 1) Puntos; 2) Diferencia de goles; 3) Goles marcados

### Evolución de la clasificación
| Equipo / Jornada | 01 | 02 | 03 | 04 | 05 | 06 |
| ---------------- | -- | -- | -- | -- | -- | -- |
| Atlético Huaca   | 3  | 2  | 2  | 1  | 1  | 1  |
| Dunamis          | 2  | 3  | 3  | 3  | 3  | 2  |
| Carchi 04 F. C.  | 1  | 1  | 1  | 2  | 2  | 3  |

### Resultados

#### Primera vuelta
| Dunamis | 2 - 2          | Carchi 04 FC   | Olímpico de Tulcán | 23 de septiembre | 15:00          |
| Libre:  | Atlético Huaca | Atlético Huaca | Atlético Huaca     | Atlético Huaca   | Atlético Huaca |

| Carchi 04 FC | 2 - 2   | Atlético Huaca | Olímpico de Tulcán | 26 de septiembre | 15:00   |
| Libre:       | Dunamis | Dunamis        | Dunamis            | Dunamis          | Dunamis |

| Atlético Huaca | 1 - 1        | Dunamis      | Olímpico de Tulcán | 30 de septiembre | 15:00        |
| Libre:         | Carchi 04 FC | Carchi 04 FC | Carchi 04 FC       | Carchi 04 FC     | Carchi 04 FC |

#### Segunda vuelta
| Dunamis | 1 - 5        | Atlético Huaca | Olímpico de Tulcán | 3 de octubre | 15:00        |
| Libre:  | Carchi 04 FC | Carchi 04 FC   | Carchi 04 FC       | Carchi 04 FC | Carchi 04 FC |

| Atlético Huaca | 3 - 0   | Carchi 04 FC | Olímpico de Tulcán | 7 de octubre | 15:00   |
| Libre:         | Dunamis | Dunamis      | Dunamis            | Dunamis      | Dunamis |

| Carchi 04 FC | 0 - 5          | Dunamis        | Olímpico de Tulcán | 10 de octubre  | 15:00          |
| Libre:       | Atlético Huaca | Atlético Huaca | Atlético Huaca     | Atlético Huaca | Atlético Huaca |

#### Tabla de resultados cruzados
| Local \ Visitante | CAS | DUN | CFC |
| ----------------- | --- | --- | --- |
| Atlético Huaca    | —   | 1–1 | 3–0 |
| Dunamis           | 1–5 | —   | 2–2 |
| Carchi 04 F. C.   | 2–2 | 0–5 | —   |

## Final

### Partido
| Fecha                        | Lugar  | Local   |                   | Resultado |  | Visitante      |
| ---------------------------- | ------ | ------- | ----------------- | --------- |  | -------------- |
| 17 de octubre de 2020, 15:00 | Tulcán | Dunamis | Bandera de Tulcán | 2 – 1     |  | Atlético Huaca |

### Campeón
| |
| Bandera de Tulcán                                                                                                   |
| Club Deportivo Dunamis 04 2.° título Clasifica a los zonales de la Segunda Categoría 2020 y a la Copa Ecuador 2021. |